# Файернес, Свен Оле
Свен Оле Файернес (норв. Sven Ole Fagernæs; род. 12 марта 1945 года) — норвежский политик, исполнявший обязанности губернатор Шпицбергена в 2005 году.
Свен Оле Файернес родился в столице Норвегии — Осло. В 1973 году был принят на должность в Королевскиое Министерство Юстиции Норвегии. С 1976 года Файернес работал в Канцелярии Генерального Прокурора Норвегии, в 1994 году занял пост Генерального Прокурора, а в период с 1998 по 2001 годы возглавлял Министерство Юстиции.
В 2005 году Файернес исполнял обязанности Губернатора Шпицбергена.
Свен Оле Файернес женат на судье Кирсти Ковард.